# Olivier Moussy
Olivier Moussy est un navigateur français, né en 1957 et disparu en mer le 1er septembre 1988.

## Biographie
Il était surnommé « le Saint-Bernard des mers » pour avoir secouru à deux reprises un de ses adversaires en course.
En 1979, lors de la dernière étape Kinsale-Concarneau de la course en solitaire du Figaro, il retrouvera en pleine nuit Pierre Follenfant dont le bateau avait sombré sans qu'il puisse gonfler son radeau de survie.
En 1982 lors de la Route du Rhum, le 18 novembre à 1 h 13 il retrouve et sauve dans des conditions périlleuses le canadien Ian Johnston qui était seulement équipé d'une combinaison de survie.
En 1986, lors de la Route du Rhum, à bord de Calcialiment / Laiterie Mont St Michel (ex Gérard Lambert) il est contraint à l’abandon à la suite de la collision avec un cargo.
Le 1er septembre 1988, lors de la Transat en équipage Québec - Saint-Malo, il est éjecté de son trimaran. Ses équipiers ne pourront pas le retrouver.
Une rue de Bourges porte son nom.
Une rue de Saint-Avé porte son nom.

## Palmarès
- 1988 : 2e de la Transat anglaise[3]
- 1979 : 2e de la Solitaire du Figaro

## Distinctions
- Officier de l'ordre du Mérite maritime à titre postume (1988)[4]
  - Nommé chevalier du Mérite maritime (à la suite du sauvetage de 1982 lors de la Route du Rhum)